# بورا! دبورا
بورا! دِبورا (کره‌ای: 보라! 데보라) یک مجموعهٔ تلویزیونی کره جنوبی سال ۲۰۲۳ با بازی یو این-نا به عنوان نقش اصلی در کنار یون هیون-مین، جو سانگ ووک، هوانگ چان سونگ و پارک سوجین است. این مجموعه از ۱۲ آوریل تا ۲۵ مه ۲۰۲۳، روزهای چهارشنبه و پنجشنبه ساعت ۲۱:۰۰ (کی‌اس‌تی) از ئی‌ان‌ای برای ۱۴ قسمت پخش شد. بورا! دبورا همچنین برای استریم در آمازون پرایم ویدئو در مناطق منتخب قابل دسترسی است‌

## بازیگران

### اصلی
- یو این-نا در نقش یون بو را / دبورا (نام مستعار)[۴][۸]
- یون هیون-مین در نقش لی سو هیوک[۳]
- جو سانگ ووک در نقش هان سانگ جین[۳]
- هوانگ چان سونگ در نقش نو جو وان[۹]
- پارک سوجین در نقش لی یو جونگ[۱۰]